# Deserto de Carcross

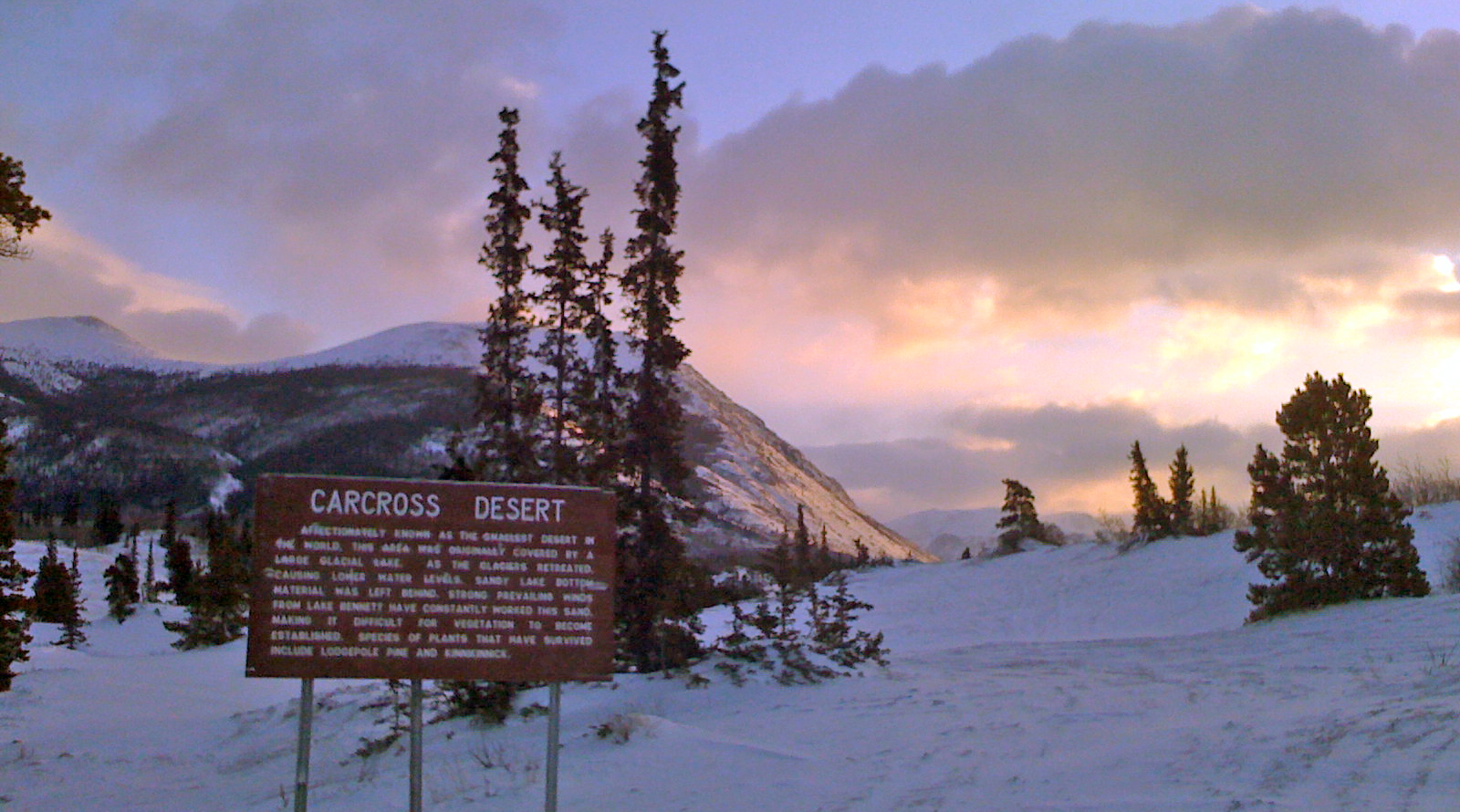
Deserto de Carcross no inverno

O Deserto de Carcross é uma zona dunar localizada fora da cidade de Carcross, em Yukon, Canadá. Ele é frequentemente considerado o menor deserto do mundo, embora isso não seja verdade, pois há o Deserto de Maine, com uma área de 40 hectares e não se trata efetivamente de um deserto. O Deserto de Carcross possui uma área de 2,6 km². A região é referida como um deserto, mas na verdade, é uma série de dunas de areia. O clima é muito úmido também para ser considerado um deserto.
O governo de Yukon tem tido esforços para proteger o Deserto de Carcross desde 1992, mas tem sido rebatido pelos governos locais que usam a região para recreação.